# Политбиро
Политбиро (политички биро) је извршни, оперативни део одређеног обично вишег руководећег органа политичке партије или друге политичке или друштвене организације и има одређене надлежности и обично статутом предвиђене обавезе да спроводи његове одлуке и ставове и обавља текуће послове између две седнице органа, а у пракси многих партија уздиже се у носиоца политичке иницијативе и усмеривача целе организације.
Политбиро Централног комитета Комунистичке партије Југославије сачињавао је одређени број чланова Централног комитета, који је бирао Политбиро ради обављања послова између његових седница. Политбиро ЦК КПЈ је у одређеним условима и самостално доносио одлуке, директиве, прогласе и остало. Према статуту усвојеном на Шестом конгресу КПЈ није предвиђено стварање Политбироа, већ је Извршни комитет ЦК СКЈ обавља послове између заседања Централног комитета СКЈ, припремање и сазивање седница комитета, коме одговара за свој рад. 
Седницама је председавао и водио их Генерални секретар.

## Имена
Израз „политбиро“ потиче од руског политбюро, што је скраћеница од политическое бюро („политичко биро“). Шпански израз Politburó је директно позајмљен из руског, као и немачки Politbüro. Кинески језик користи калк, из којег је изведен вијетнамски назив (Bộ Chính trị "部政治"), као и корејски (정치국, 政治局 Jeongchiguk).

## Историја
Први политбиро је у Русији створила Бољшевичка партија 1917. године током Руске револуције која се догодила те године. Први Политбиро је имао седам чланова: Владимира Лењина, Григорија Зиновјева, Лава Камењева, Лава Троцког, Јосифа Стаљина, Григорија Сокољникова и Андреја Бубнова.
Током 20. века, политбирои су основани у већини комунистичких држава. Међу њима су били политбирои СССР, Источне Немачке, Авганистана и Чехословачке. Неколико земаља још увек има у функцији систем политбироа: Кина, Северна Кореја, Лаос, Вијетнам и Куба.

### Марксистичко-лењинистичке државе
У марксистичко-лењинистичким државама, комунистичка партија тврди да је авангарда народа, дакле легитимно тело које води државу. Партија бира званичнике који ће служити у свом политбироу, који одлучује о политици странке. Као једнопартијска држава, партијска политика неизбежно постаје национална политика.
Сваки партијски конгрес бира Централни комитет који, заузврат, бира чланове Политбироа, секретаријата и генералног секретара. Овај процес се назива демократски централизам. У теорији, Политбиро је одговоран Централном комитету, али у пракси сва овлашћења припада Политбироу.

### Троцкистичке партије
У троцкистичким партијама, Политбиро је биро Централног комитета задуженог за доношење свакодневних политичких одлука, које касније мора да ратификује Централни комитет. Његове чланове бира Централни комитет, који га именује. Место генералног секретара има далеко мању тежину у овом моделу. Погледајте, на пример, странку Ланка Сама Самаја.<ref>Tribune. Ceylon News Service. децембар 1981.</ref